# Billy Talagi
Pour les articles homonymes, voir Talagi.
Billy Graham Talagi est un homme politique niuéen.

## Biographie
Un temps membre du Parti du peuple niuéen (PPN), il le quitte et se présente comme partisan sans étiquette du gouvernement de Frank Lui à l'élection législative partielle du 15 février 1997 provoquée par la mort du député d'opposition (et membre du PPN) Toeono Tongatule. Billy Talagi remporte le siège face à la veuve du député défunt et à huit autres candidats, et entre ainsi au Parlement de Niué, renforçant la majorité parlementaire du gouvernement.
Aux élections législatives de 1999, il se présente dans la circonscription d'Avatele et non plus au scrutin national. Il remporte le siège face au ministre sortant des Finances, Aokuso Pavihi. Fait ministre des Ressources naturelles, de l'Agriculture et de l'Environnement en 2014 dans le gouvernement de son frère le Premier ministre Toke Talagi, il représente Niué à la COP 21 à Paris en 2015. Après les élections de 2017, il est fait ministre de la Justice, de la Santé et de l'Éducation, toujours dans le gouvernement de Toke Talagi.
En février 2018, il agresse physiquement le député d'opposition Terry Coe devant les locaux du Parlement. Il reconnaît les faits, plaide coupable et est relâché sans condamnation. La santé de son frère subissant un net déclin, Billy Talagi exerce la fonction de Premier ministre par intérim à partir de mars 2019. En tant que ministre de la Santé, il est confronté au début de la pandémie de Covid-19, ferme presque totalement les frontières du pays pour l'en préserver et met en place une politique de quarantaine. Il interdit par ailleurs la cigarette électronique à Niué.
Il renonce à se représenter dans sa circonscription d'Avatele pour les élections législatives de 2020, se présente pour un siège au scrutin national, et est battu, quittant ainsi le Parlement après y avoir siégé vingt-trois ans sans interruption,. Toke Talagi, battu également, meurt peu après les élections. Billy Talagi retrouve un siège au Parlement aux élections de 2023, au scrutin national, auxquelles sa nièce Sonya Talagi est également élue députée,.
Il est par ailleurs le diacre de l'église du village d'Avatele, relevant de l'Église chrétienne congrégationaliste de Niue à laquelle appartiennent la plupart des Niuéens.